# Georg Major
Georg Major (1502-1574) (Nuremberg, 25 de Abril de 1502 – Wittenberg, 28 de Novembro de 1574), foi teólogo luterano alemão.

## Vida
Aos nove anos, Major foi enviado para Wittenberg e, em 1521, ingressou na universidade de lá. Quando Cruciger retornou a Wittenberg em 1529, Major foi nomeado reitor da Johannisschule em Magdeburg, mas em 1537 tornou-se pregador da corte em Wittenberg e foi ordenado por Martinho Lutero.
Em 1545 foi feito professor na faculdade teológica, na qual sua autoridade aumentou a tal ponto que no ano seguinte o eleitor o enviou à Conferência de Regensburg, onde logo foi cativado pela personalidade de Butzer. Como Philipp Melanchthon, ele fugiu antes do fim desastroso da guerra de Schmalkald, e encontrou refúgio em Magdeburg. No verão de 1547, ele retornou a Wittenberg e, no mesmo ano, tornou-se superintendente da catedral de Merseburg, embora tenha retomado sua atividade na universidade no ano seguinte.
Nas negociações do ínterim de Augsburg, ele assumiu o papel de Melanchthon em primeiro se opor a ele e depois fazer concessões. Esta atitude provocou a inimizade dos opositores do Interim, especialmente depois que ele cancelou uma série de passagens na segunda edição de seu Psalterium em que ele havia atacado violentamente a posição de Maurício, Eleitor da Saxônia, a quem ele agora solicitava a proibição de toda polêmica. tratados procedentes de Magdeburg, enquanto ele condenava os pregadores de Torgau que estavam presos em Wittenberg por causa de sua oposição ao Interim. Ele foi até acusado de aceitar subornos de Maurice.
Em 1552, o conde Hans Georg, que favoreceu o Interim, nomeou-o superintendente de Eisleben, por recomendação de Melchior Kling. O clero ortodoxo do Condado de Mansfeld, no entanto, imediatamente suspeitou que ele fosse um interimista e adiaforista, e ele tentou defender sua posição em público, mas seu pedido de desculpas resultou em uma disputa chamada Controvérsia Majorista.
No Natal de 1552, o Conde Albrecht o expulsou sem julgamento e ele fugiu para Wittenberg, onde retomou sua atividade como professor e membro do Consistório de Wittenberg. Dali em diante, ele foi um membro importante e ativo no círculo dos filipistas de Wittenberg.
De 1558 a 1574 foi decano da faculdade de teologia e ocupou repetidamente a reitoria da universidade. Ele viveu o suficiente para experimentar a primeira derrubada do criptocalvinismo no eleitorado da Saxônia, e Paul Crell, seu genro, assinou para ele em Torgau em maio de 1574 os artigos que repudiavam o calvinismo e reconheciam a unidade de Lutero e Melanchton.

## Publicações
- Justini ex Trogo Pompejo historia (Hagenau, 1526);
- Uma edição do catecismo de Lutero em Latim e Baixo-alemão (Magdeburgo, 1531);
- Sententiae veterum poetarum (1534);
- Quaestiones rhetoricae (1535);
- Vita Patrum (Wittenberg, 1544);
- Psalterium Davidis juxta translationem veterem repurgatum (1547);
- De origine et auctoritate verbi Dei (1550);
- Commonefactio ad ecclesiam catholicam, orthodoxam, de fugiendis... blasphemiis Samosatenicis (1569);